# Saalfelden am Steinernen Meer
Saalfelden am Steinernen Meer es una localidad del distrito de Zell am See, en el estado de Salzburgo, Austria, con una población estimada a principio del año 2018 de 16 700 habitantes. 
Se encuentra ubicada al suroeste del estado, cerca de la frontera con Alemania y con los estados de Tirol y Carintia.

## Historia
Historia temprana y Antigüedad
Los primeros hallazgos en la cuenca de Saalfelden se remontan al tercer milenio antes de Cristo. De esta época (Neolítico) procede el hacha de piedra con un agujero de mango perforado que fue excavado en 1891, pero cuyo sitio no fue registrado ni transmitido. Los depósitos de cobre estaban suficientemente disponibles en esta región en ese momento y los sitios mineros correspondientes aún se pueden probar hoy.
Apenas hay hallazgos de la siguiente Edad del Hierro más antigua, lo que sugiere que el asentamiento del área de Saalfelden declinó. Solo a principios de la Edad del Hierro (siglos II a I a. C.) hubo un fuerte aumento de los asentamientos. en ese momento los celtas se asentaron en el Pinzgau. El famoso "Hirsch vom Biberg", una escultura de bronce en forma de ciervo sentado, data de esta época. Según los últimos hallazgos, el lugar donde se hizo no corresponde necesariamente al lugar donde se encontró. pero se está seguro que la obra procede de la zona norte de los Alpes.
Muy poco sobrevive de la época del Romano. Solo los nombres y las designaciones sugieren una fuerte influencia de la cultura romana. nombres como 'Bisontio' (del que deriva 'Pinzgau') o 'Marcon' (hoy 'Marzon') proceden probablemente de esta época.
Edad Media
A partir del siglo VII Bajuwarische los inmigrantes tomaron posesión de la cuenca de Saalfelden. las terminaciones de los topónimos -ing o -ham prueban la temprana conquista de tierras por parte de esta etnia. Como resultado, la población romanche se mezcló con los bávaros. Llama la atención que los nombres de lugares o masas de agua en el fondo del valle sugieran que los bávaros se asentaron, mientras que las expresiones románicas aparecen con más frecuencia en el borde de los Alpes o cuenca.
En el 8voLa lista más antigua de bienes de la Iglesia de Salzburgo se creó en el siglo XIX. Estos registros documentan la importancia del santo fundador de Salzburgo Rupert como apóstol de Baviera. Esta lista de bienes también trae el primer mensaje escrito sobre Saalfelden y el Pinzgau. Informa que un sacerdote llamado Boso había entregado ciertas tierras en lugares en el "Salzburggau" (Saalfelden, Zell am See, Wals). Se nombra Saalfelden, al igual que el río Saalach: "in Bisoncio, quod nunc Pinzgo dictur atque ad Salvet super Sala" ("in Bisoncium, que ahora se llama Pinzgau, y a Saalfelden an der Saalach" ).
más tarde, lo que entonces era Baviera se incorporó al " Franconia" y se introdujo la "constitución del condado de Franconia". Se establecieron dos condados en Pinzgau, de los cuales el condado en Oberpinzgau correspondía al actual distrito judicial Mittersill y el condado de Mitter- y Unterpinzgau comprendía la parte restante del actual distrito político de Zell am See.
para el año 930 se informa que un tal conde Dietmar tenía posesiones en Saalfelden. Su (probable) hijo, el Noble Dietmar, entregó las tierras en Saalfelden y sus alrededores al Arzobispo Hartwig (991–1023) en un trato de trueque. esto sentó las bases que hicieron posible el desarrollo de Saalfelden en una ciudad y un mercado.
Los siglos XI y XII pueden describirse como la época de los "Señores de Saalfelden". 
En 1228, el arzobispo Eberhard II. (1200–1246) adquirió el actual Pinzgau a través de un trato de trueque con Baviera. Saalfelden se mencionó en el documento de traspaso como un área de cuenca independiente, el "Salfeld", y no como un lugar. En 1290 Gebhard von Felben perdió el Burg Lichtenberg (Schloss Lichtenberg (Austria)) ante el arzobispo y posteriormente en 1294 el "tribunal de distrito" de un arzobispoSaalfelden formado.A mediados del siglo XIV, Saalfelden se mencionó por primera vez como una "ciudad de mercado". En 1418, el tribunal de distrito de Saalfelden se fusionó con la administración del castillo de Lichtenberg y el Pfleggericht Lichtenberg quedó bajo el cuidador (administrador) del castillo.
Tiempos modernos
Además la historia está muy ligada a la Iglesia. La manía de brujas, la creencia en el pacto con el diablo y en la magia también llegó a Pinzgau hacia finales del siglo XVI. una de las primeras torturas fue la quema de una supuesta hechicera en Saalfelden en 1565. El foco de la caza de brujas en Pinzgau luego se desplazó al Pfleggericht Mittersill. Estas persecuciones duraron hasta bien entrado el siglo XVIII.
Saalfelden posteriormente se convirtió en un municipio rebelde.Ya en 1801, después de que el último arzobispo reinante de Salzburgo se exiliara en Viena, los granjeros de Saalfelden se habían negado, señalando la falta de un soberano, a pagar el derecho de acciones y la tasa forestal habituales. de sus compras de madera. 1811 se informa que desdeuna reclamación de 1000 florines solo se pagaron 300 florines.Como ciudad comercial, Saalfelden experimentó una recesión duradera en su desarrollo económico desde el siglo XVII hasta el XIX. Las rutas comerciales habían cambiado. El comercio principal ahora corría a través de Pongau y Lungau a la ciudad de residencia del arzobispo de Salzburgo. los días de mercado, que datan del siglo XIV, adquirieron cada vez más importancia. El martes fue elegido como día de mercado para Saalfelden.
Siglo XIX
Durante las Guerras Napoleónicas hubo un amplio autogobierno en los asuntos municipales.
En 1811 un incendio destruyó todo el mercado, reduciendo a escombros y cenizas 107 casas y la iglesia en tan solo cuatro horas. Más de 800 personas quedaron sin hogar. Las donaciones y los suministros de socorro que hicieron posible la reconstrucción procedían de todas partes de Salzburgo y también de Baviera. este incendio condujo a los primeros códigos de construcción e incendios.En 1816 Salzburgo (y con él Saalfelden) volvió a Austria después de otros seis años de pertenecer a Baviera. De 1850 a 1854, Saalfelden fue la sede de la autoridad de distrito. En 1864 se publicó la nueva ordenanza municipal de Salzburgo, que incluía: Los cimientos de la libertad¡Estado es la comunidad libre!.saalfelden pudo beneficiarse de esto.
En 1875, Saalfelden recibió una conexión ferroviaria con su propia estación. Este tiempo también se puede ver como la hora del nacimiento de la socialdemocracia en Saalfelden. ya en 1901, dos tercios de los votos emitidos en una elección del Reichsrat en Saalfelden eran socialdemócratas.
En 1899 se construyó la tubería de agua del mercado. Anteriormente, doce pozos públicos y 20 pozos privados abastecían las casas.
siglo XX hasta hoy
A principios del siglo XX, todavía era costumbre que solo un "ciudadano" ocupara el cargo de alcalde. El 5 de diciembre de 1896, la lista de ciudadanos de Saalfelden incluía exactamente 63 hombres.
- 1891-1912 alcalde: Josef Eberhart (1849-1912)

Eberhart llevó a Saalfelden al siglo XX. En el año de su inauguración, se fundó por iniciativa suya la "Sparkasse der Marktgemeinde Saalfelden". él fue el principal responsable del hecho de que la primera tubería de agua del Kalmbach se construyó en 1899. En 1905 se inició la construcción de una central eléctrica en Bachwinkl. por lo que se pudo mejorar significativamente el alumbrado público y se reemplazaron las luces de aceite. En 1906 se inauguró una nueva escuela. En 1910 Saalfelden ya contaba con 5589 habitantes. El alcalde Eberhart murió el 5 de febrero de 1912.
- 1912-1919 Alcalde: Johann Eiböck (1870-1945)

tras la muerte de su predecesor, Johann Eiböck fue elegido alcalde el 16 de febrero de 1912 por el ayuntamiento. las dificultades de la Primera Guerra Mundial dieron forma a la vida comunitaria en ese momento, lo cual está documentado por numerosas actas de reuniones de comités comunitarios de esos años. Saalfelden estaba plagado de una aguda escasez de viviendas. la afluencia de personas al mercado fue mucho más fuerte que el espacio habitable que se podía crear.
Durante este período se llevó a cabo la adquisición del llamado "Wagner-Hartl-Estate" y la construcción del centro comunitario en su ubicación actual. Se introdujo una especie de "modelo de seguridad territorial". el municipio vendió partes de la propiedad de la propiedad comprada y los compradores tuvieron que comprometerse a no revenderlas a un precio más alto. También se construyó un jardín de infancia.
Durante los años de la guerra hubo una gran necesidad. el trabajo comunitario se reducía casi exclusivamente a lo necesario para sobrevivir. Con el final de la Primera Guerra Mundial, terminó la monarquía austríaca, se proclamó la Primera República y se eligieron parlamentos en todas partes. A las 6. Abril de 1919 vio las primeras elecciones estatales (parlamento estatal (Austria)) en Salzburgo.
- 1919-1934 alcalde: Josef Riedler (1873-1965)

El maestro Josef Riedler fue el primer alcalde socialdemócrata de Saalfelden. De 1922 a 1934 también fue miembro del Parlamento del Estado de Salzburgo. como víctima del Austrofascista Estado Comercial se le impidió entrar en la oficina municipal y ejercer su cargo el 13 de febrero de 1934. También fue relevado de su cargo como director de la escuela y se jubiló anticipadamente. una de sus aficiones era la mineralogía; una de sus colecciones se puede ver en el museo de historia local Schloss Ritzen.
- "1934-1936" Marktgemeinde y la comunidad rural Saalfelden se administraron temporalmente por separado.

En 1935, Elise Trauner, que venía de Kehlbach, cerca de Saalfelden, fue asesinada en su ciudad natal. Poco después, su novio en ese momento fue arrestado como perpetrador, condenado a muerte y el 30. Noviembre de 1935 ejecutado en el patio del tribunal regional de Salzburgo.
- 1936-1938 alcalde: Bartholomäus Fersterer (1882-1949)

Durante el mandato de Bartholomäus Fersterer, se construyeron los cuarteles en el pueblo. la comunidad tuvo que hacer que los terrenos listos para la construcción estuvieran disponibles de forma gratuita. En 1937 había 6570 habitantes en Saalfelden.
El 10 de abril de 1938, Saalfelden también votó a favor de la anexión a la Alemania de Hitler con un abrumador "sí" (oficialmente 99,03%). este resultado se puso en duda en el mismo año. Sin embargo, el resultado de la votación correspondió a la tendencia general de Austria. La proporción de miembros del Partido Nacional Socialista de los Trabajadores Alemanes en la población aumentó rápidamente. El alcalde Fersterer fue destituido de su cargo en 1938 de la misma manera antidemocrática que tuvo que experimentar Riedler en 1934.
- 1938-1945 Alcalde: Hans Grosslercher (1896-1994)

El día 1 de marzo de 1938, Hans Großlercher fue nombrado alcalde provisional por el Gobernador provincial. La comunidad se dirigía de acuerdo con las pautas nazis y la resistencia podía significar el encarcelamiento.
Incluso durante este tiempo, la falta de espacio habitable fue probablemente el problema más acuciante en Saalfelden.
el 27 de abril de 1945, la restauración de la (Segunda) República de Austria fue proclamada bajo el Canciller de Estado Karl Renner. Esto permitió que el partido de los trabajadores SPÖ se reagrupara. El Partido Popular de Austria (Partido Popular de Austria) surgió del campo cristiano-social, que proporcionó el primer alcalde de Saalfelden en la Segunda República (Segunda República (Austria)).
- 1945-1949 Alcalde: Raimund Rohrmoser (1901-1977)

Después del final de la Segunda Guerra Mundial en 1945, Salzburgo pertenecía a la zona de ocupación estadounidense en la Austria de posguerra ocupada. Raimund Rohrmoser había asumido una pesada carga cuando se convirtió en alcalde. estaba en buenos términos con la potencia ocupante, pero no pudo cumplir con las expectativas de la población. un campo fue establecido por la administración militar estadounidense durante su mandato para alojar a antiguos prisioneros de campos de concentración y trabajadores forzados. cuando Rohrmoser realizó transacciones inmobiliarias dudosas únicamente para su propio beneficio, fue destituido de su cargo en las elecciones municipales del 30 de octubre de 1949. Por primera vez, el SPÖ obtuvo la mayoría de votos en Saalfelden.
- 1949–1972 Alcalde: Adam Pichler (1907–1989)

Saalfelden tenía mucho que hacer para ponerse al día en todas las áreas de la vida pública. La red de carreteras y el suministro de agua tuvieron que ser ampliados. Comenzó la construcción del Urslau y se instaló el Bauhof central.
Han pasado muchas cosas en el sector de la vivienda. sobre todo, las cooperativas de vivienda "Heimat Österreich" y "Bergland" erigieron muchos edificios residenciales de alquiler y ocupados por sus propietarios. Debido a la expansión del espacio habitable, también se necesitaban más escuelas, que también se construyeron como resultado.
Después de que los estadounidenses se fueron, la BEA (Institución Educativa Federal) se mudó a los antiguos apartamentos de ocupación en Bürgerau. El nombre de la escuela luego cambió a HIB (Internado Superior Federal) y finalmente a Bundesgymnasium und Sportrealgymnasium HIB Saalfelden. saalfelden se convirtió en un centro escolar.
En 1971, la ciudad comercial tenía 10.175 habitantes.
- 1972–1978 Alcalde: Karl Reinthaler (1913–2000)

Por razones de salud, el miembro del SPÖ, Karl Reinthaler, solo se desempeñó como alcalde durante seis años. Reinthaler fue víctima de la persecución de la Gestapo y preso político entre 1942 y 1945. Como testigo contemporáneo, a menudo relató los hechos,bajo su liderazgo comenzó la construcción del asentamiento de Bergland y se fundaron las escuelas HTL y HBLA Saalfelden. Se construyeron dos mercados mayoristas (Interspar y Konsum) y el Obsmarktbad se rediseñó por completo.
- 1978-1996 Alcalde: Walter Schwaiger (1935-2012)

El socialdemócrata Schwaiger asumió el cargo de su predecesor en 1978 y solo tuvo que presentarse a las elecciones en 1979. El asentamiento del centro de rehabilitación de la institución de seguros de pensión, la construcción del salón de fiestas, la construcción de la zona peatonal, la construcción del gimnasio en la escuela secundaria Markt, la construcción de nuevos jardines de infancia y la tubería de agua circular, así como la eliminación del sistema de eliminación de basura y desechos cae dentro de su tiempoProblemas de alcantarillado debido a la fundación de ZEMKA y la Asociación de Limpieza del Medio Saalachtalse dotó a los bomberos voluntarios de un nuevo y moderno arsenal y se levantó el edificio de la escuela especial general.
Se construyó el salto de esquí en el distrito de Uttenhofen y en 1988 Saalfelden se convirtió en la sede del Campeonato Mundial Nórdico Junior. Con la liquidación de PKL (hoy SIG Combibloc), se ganó la ubicación de una empresa industrial líder.

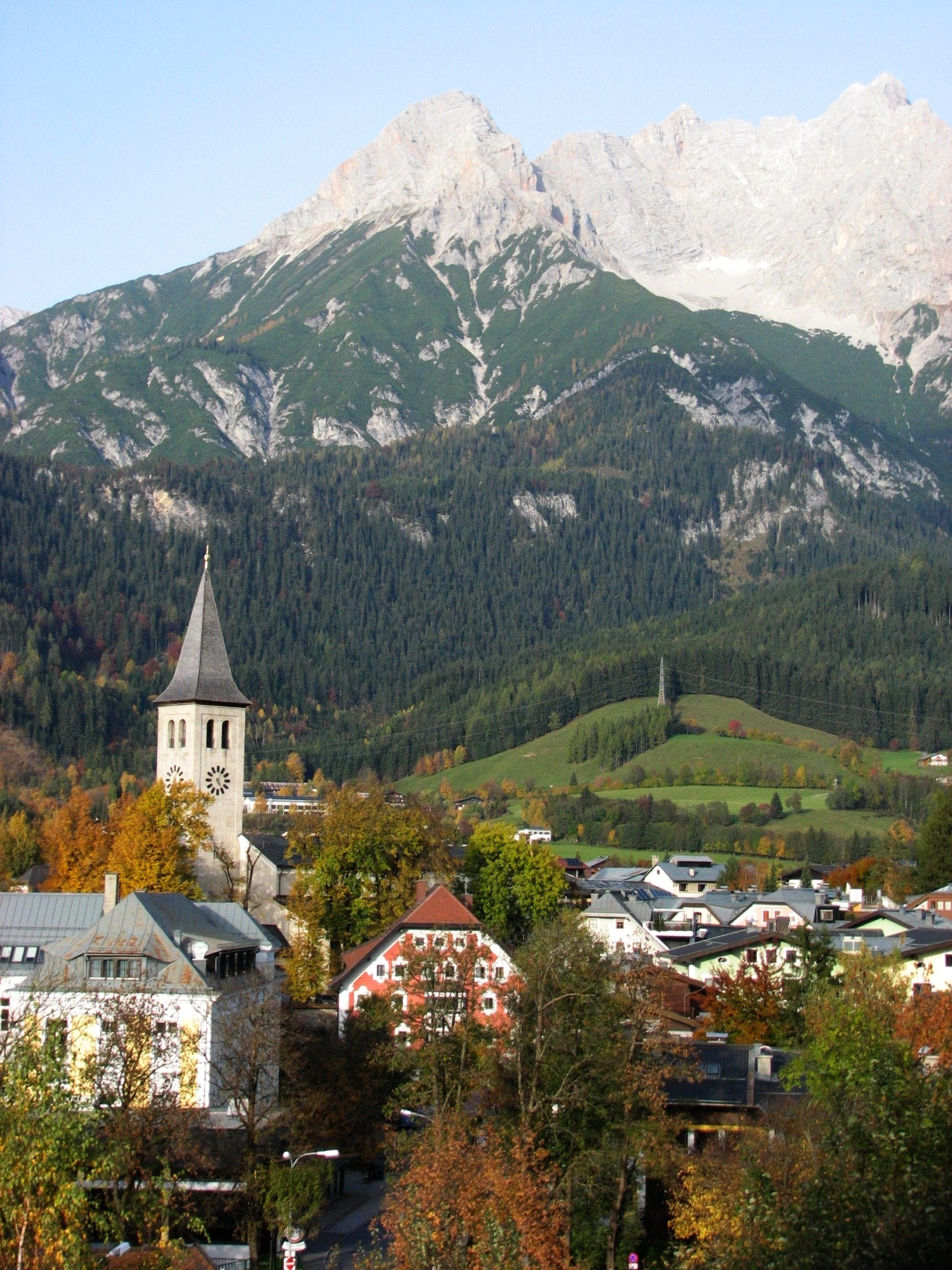
Saalfelden 2008

- 1996-2013 Alcalde: Günter Schied (1956-)

Schied también era socialdemócrata y asumió la alcaldía de su predecesor por un período legislativo, y también pudo ser confirmado de manera impresionante en las elecciones posteriores.
El desarrollo de Saalfelden continuó sin cesar. Además de las ampliaciones escolares y los nuevos edificios, se construyó el "Kunsthaus Nexus". Encuesta de la ciudad en Saalfelden cayó durante su mandato en 2000. Con un presupuesto de 7 milloneseuro, el salón de baile construido en 1980 fue renovado en 2005 y convertido en un moderno centro de congresos. Se renovó la mayor parte de la red viaria y se planificaron otros grandes proyectos, como la construcción de un estadio deportivo y una circunvalación norte-sur. también se inició la reubicación del patio de la edificación del centro de la ciudad.
En 2002 y 2005, el área de Saalfelden se vio afectada por fuertes tormentas. Las consecuencias fueron inundaciones y devastación. el Urslau en particular trajo grandes cantidades de agua y escombros y el lecho del arroyo se llenó con una capa de grava de 1 a 1,5 metros de altura. El dragado entre Grünhäuslsiedlung y Rösslbrücke en otoño de 2005 llevó meses

## Geografía
Saalfelden am Steinernen Meer está a 748 metros sobre el nivel del mar y cubre748 kilómetros cuadrados.
La Cuenca Cuenca de Saalfeldner ocupa la mayor parte del área comunitaria, que está incrustada entre
- El Mar de Piedra al norte
- El Leoganger Steinbergen y el Biberg en el oeste
- Así como el Macizo de Hochkönig y el Dientener Bergen en el este.al sur, la cuenca está ampliamente abierta a la cuenca Zell del lago Zell y el Salzach y permite una vista del Hohen Tauern, en particular el Kitzsteinhorn y el [ [Wiesbachhorn]]. las dos cuencas están separadas por una cuenca del valle que apenas se reconoce en el paisaje. Este valle es uno de los más grandes Cuenca interior-alpina.

El río principal de la cuenca es el Saalach. este se eleva en la parte trasera Glemmtal, entra en la cuenca al sur de Saalfelden y fluye a través de ella de sur a norte. el Urslau es el afluente derecho del Saalach que atraviesa la ciudad de Saalfelden en dirección este-oeste, y el Leoganger Ache desemboca en el Saalach como un afluente izquierdo procedente del oeste. También hay algunos afluentes más pequeños.
La elevación de Kühbichl (Kühbühel) tiene unos buenos 100 m de altura en el centro de la cuenca.
El único lago en la extensa cuenca es el Ritzensee creado artificialmente, que se utiliza con fines recreativos. varios otros estanques, también creados artificialmente, se utilizan principalmente para la pesca y el turismo

## Turismo
Además del comercio y el comercio, el turismo es el factor económico más importante en Saalfelden. En 1999, una fusión con la asociación de turismo en la ciudad vecina de Leogang resultó en la región vacacional de Saalfelden Leogang.

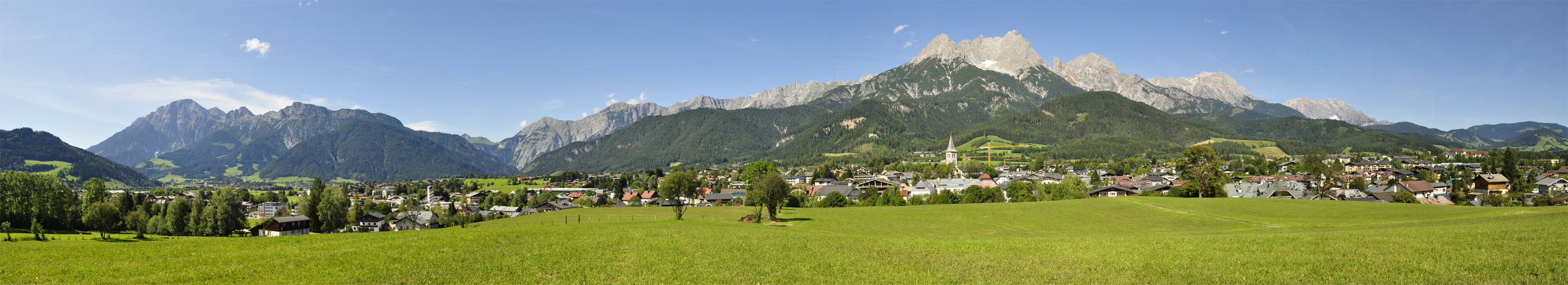
Panorama de Saalfelden en el verano de 2009

Existe un amplio abanico de ofertas tanto para el turismo de invierno como para el de verano.la atracción más importante en invierno es el Skicircus Saalbach-Hinterglemm/Leogang/Fieberbrunn, que, con un total de 270 km de pistas, es una de las áreas de esquí conectadas directamente más grandes de Austria.
Además de los deportes alpinos de invierno, el esquí de fondo juega un papel importante en Saalfelden. Favorecida por el paisaje llano de la cuenca, alrededor de 80 km, junto con los de los pueblos vecinos, se crearon alrededor de 150 km de senderos de fondo. En el área alrededor del Ritzensee hay un sendero con nieve artificial, iluminado por la noche y adecuado para la Copa del Mundo con un estadio de fondo. También hay un área de recreación local con el Kühbichl.
En el turismo de verano alpino, el senderismo, el ciclismo y la bicicleta de montaña son los campos de actividad más importantes. Hay un total de 400 km de rutas de senderismo y ciclismo señalizadas. Además, en 2002 se creó en la vecina localidad de Leogang el Bikepark Leogang, en el que también se celebran competiciones de la Copa del Mundo UCI de Mountain Bike